# 成都小吃
成都小吃是中国成都市各类具有浓郁地方特色的小吃的总称。成都小吃历史悠久、品种繁多，同川菜一样，在中国饮食文化中，占有相当重要的地位。成都小吃这个包括了众多的各种面点、羹汤、肉食。受到川菜的影响，成都小吃也以口味众多而闻名，常用的口味有香甜、咸甜、椒麻、红油、怪味、家常、糖醋、蒜泥等十余种。有些时候，成都小吃也可以用来指代“成都名小吃”，即一些拥有悠久历史，以经营小吃为主的知名餐厅。

## 各类小吃列表

### 成都名小吃
- 陈麻婆豆腐

陈麻婆豆腐是一家“中华老字号”老牌名店，创始于清同治年间（1862年），最初位于成都北郊的万福桥。店名最初为陈兴盛饭铺，主厨为店氏所烹豆腐色香味俱全，因刘氏面部有麻点，被人戏称为陈麻婆，所烹豆腐也得名“陈麻婆豆腐”，饭铺因此被称为“陈麻婆豆腐店”。
- 夫妻肺片

夫妻肺片是一家“中华老字号”老牌名店。相传夫妻肺片的创始人为一对夫妻，他们俩推着小车沿街叫卖凉拌牛肉片，味道鲜美。夫妻肺片的成分并没有肺，而是切成很薄的片的牛肉、牛舌、牛肚、牛心和牛头皮，配料有的卤水、红油、香莱、芹菜、葱节等。
- 钟水饺

钟水饺是一家“中华老字号”老牌名店，创始人钟少白于1931年在成都荔枝巷创办了“荔枝巷钟水饺”。钟水饺的主要特色有：全用猪肉馅，不加其它蔬菜；上桌时淋上特制的红油调味，微甜微辣；皮薄馅嫩。另有一稱為｢紅油水餃｣。
- 龙抄手

龙抄手是一家“中华老字号”老牌名店，于20世纪40年代创始于成都春熙路，创始人张光武取“龙凤呈祥”之意，定名为“龙抄手”。龙抄手的最主要特点是皮十分薄，呈半透明状。
- 韩包子
- 赖汤圆
- 郭汤圆
- 盘飧市
- 二姐兔丁
- 冒菜

### 面点及甜品
- 三大炮及糍粑
- 三合泥
- 担担面
- 糖油果子[1]

糖油果子又叫“天鹅蛋”，因形似而得名。色泽金黄，上面撒有白色熟芝麻，是街头常见的一种零食。
- 蛋烘糕
- 油茶
- 珍珠圆子
- 叶儿粑
- 蒸蒸糕
- 鸡丝凉面